# Serena Viti
Serena Viti (1972) is een hoogleraar in de moleculaire astrofysica aan de Universiteit Leiden. Ze bestudeert de eigenschappen van het interstellaire medium in de Melkweg en in naburige sterrenstelsels.

## Opleiding en carrière
Viti behaalde haar bachelordiploma in de astrofysica in 1994 aan het Queen Mary en Westfield College in Londen (Verenigd Koninkrijk). In 1997 promoveerde ze aan het University College London (UCL) op onderzoek naar de infraroodspectra van koude sterren en van zonnevlekken. Na haar promotie deed ze aan het UCL onderzoek op het gebied van stervorming en astrochemie. Daarna was ze Herschel Scientist bij het CNR in Rome (Italië). In 2003 keerde ze terug naar het UCL. In 2012 werd ze daar hoogleraar in de astrofysica en vanaf 2016 was ze hoofd van de astrofysicagroep. In 2020 benoemde de Universiteit Leiden haar op een leerstoel in de moleculaire astrofysica.

## Boeken, tentoonstellingen en lidmaatschappen
Viti is onder andere mede-auteur van een boek over observationele moleculaire sterrenkunde. Ook was ze curator van een tentoonstelling van de Royal Society over astrochemie. Verder zit ze in de redactieraad van het tijdschrift Molecular Astrophysics. Daarnaast is ze lid van de International Astronomical Union, de Royal Astronomical Society, de European Astronomical Society en de Astrophysical Chemistry Society.

## Prijzen en onderscheidingen
- 2006: Royal Astronomical Society Fowler Award for Astronomy[10]
- 2015: Australian Astronomical Observatory Distinguished Visitor Fellowship[11]
- 2019: ERC Advanced Grant voor haar onderzoek naar moleculen als gereedschap om het heelal te bestuderen[12]

## Weblinks
Medewerkerspagina Universiteit Leiden